# Gottfried Schnetger

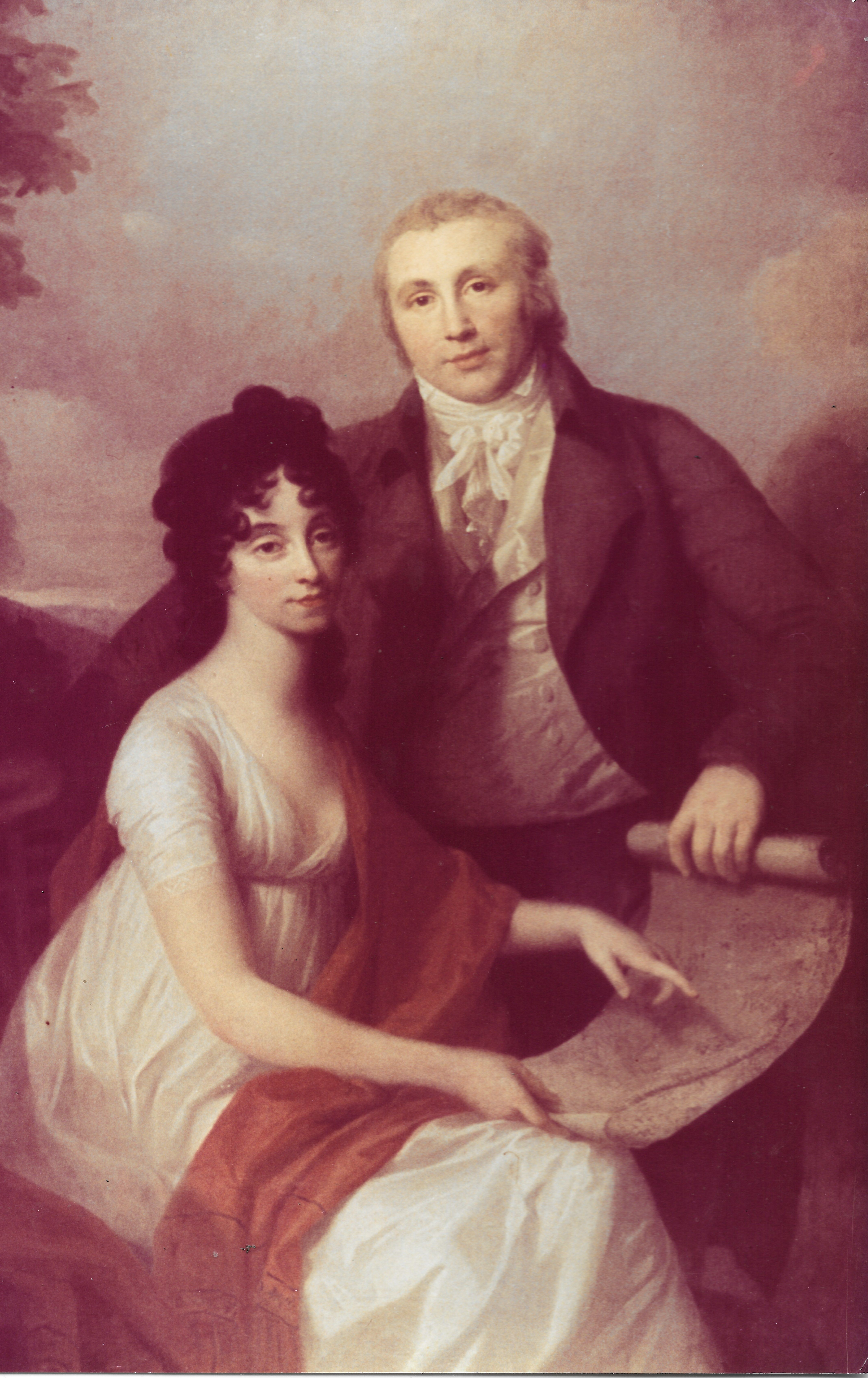
Henriette und Gottfried Schnetger (von Johann Friedrich August Tischbein)

Gottfried Wilhelm Dietrich Schnetger (* 24. Dezember 1770 in Deilinghofen; † 11. Januar 1861 in Machern) war ein Kaufmann, der in und um Leipzig lebte und wirkte. Er begründete die 140-jährige Schnetger-Epoche von Schloss Machern.

## Leben und Werk
Schnetger wuchs in einfachen Verhältnissen auf. Als er fünf Jahre alt war, starb sein Vater, der Küster Stephan Diedrich Schnetger, mit 17 verlor er auch seine Mutter Maria Margreta Schnetger (verwitwete Mollerus). Auf Vermittlung aus Iserlohn kam er nach Ostern 1786 im Alter von 15 Jahren nach Leipzig in eine Anstellung im Handelsunternehmen der Gebrüder von der Becke mit den Brüdern Johann Heinrich von der Becke, Johann Reinhard von der Becke und Johann Friedrich von der Becke. 
Dort erwies er sich im Laufe der Jahre als zielstrebig, unentbehrlich sowie vertrauenswürdig, wurde am Gewinn beteiligt und schließlich Geschäftsführer. Auch betrieb er mit Friedrich Wilhelm Kuiper in Kochs Hof in Leipzig das Unternehmen Kuiper & Schnetger.

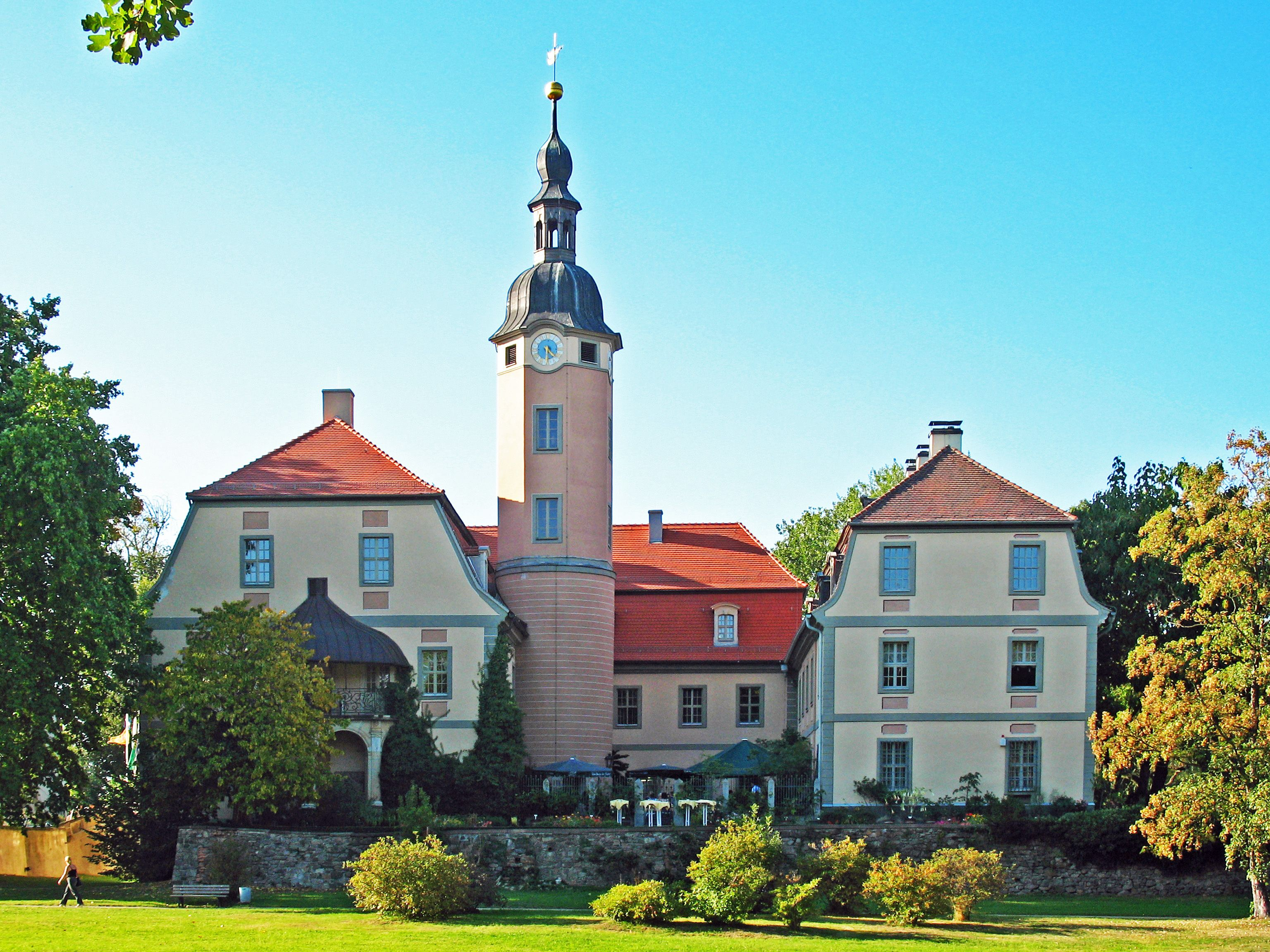
Schloss Machern

Im Alter von 35 Jahren war Schnetger im März 1806 – also knapp zwanzig Jahre nach seiner Ankunft in Leipzig – finanziell in der Lage, sich seinen Traum vom Schlossherrn zu erfüllen: Er kaufte das Schloss in Machern sowie die Rittergüter Machern und Zeititz. 
Schnetger betrieb auf seinen Ackerflächen Großlandwirtschaft und ließ in Zeititz bei Bennewitz in der Grube Agnes Braunkohle fördern. Mit 88 Jahren übergab er seinem Sohn Wilhelm Schnetger die Leitungsverantwortung für die Rittergüter Machern und Zeititz.
Mit Machern fühlte er sich zeitlebens eng verbunden, seine Kaufentscheidung prägte das Geschehen dort für 140 Jahre mit. Der Agnes-Tempel im Park Machern geht auf ihn zurück.

## Machern und die Eisenbahn

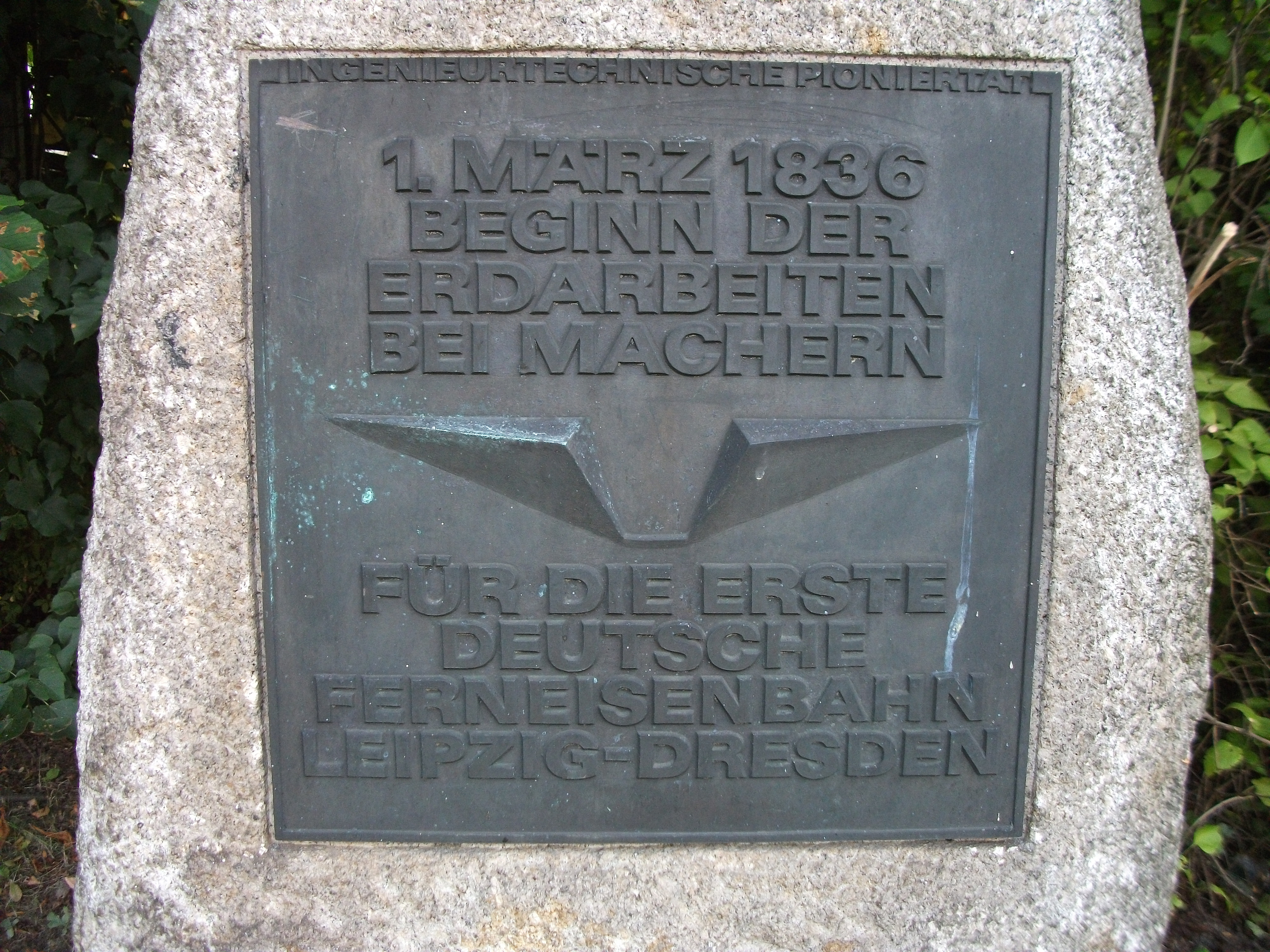
Denkmal für den Start des Eisenbahnbaus 1836 in Machern

Am 1. März 1836 begann mit dem Spatenstich der Bau der Eisenbahn bei Machern. Die Verwirklichung der Strecke durch die Macherner Höhen, der sogenannte Macherner Durchstich, gilt als besondere ingenieurstechnische Leistung. „Machern gewonnen, alles gewonnen!“ wurde damals sprichwörtlich. Dieser Einschnitt war erforderlich, weil die Lokomotiven damals für die Steigung zu schwach waren.
Dass Machern Bahnstation zwischen Leipzig und Dresden wurde, ist ein Verdienst von Gottfried Schnetger. Damals gab es konkurrierend zwei andere Streckenbaupläne ohne Machern. Ernst Beyreuther schrieb dazu im Buch Machern im Wandel der Zeit:

„Der dritte Plan brachte die Bahn direkt nach Machern. Freilich forderte er einen ½ Stunde langen Durchstich durch die Macherner Höhen, der Wasserscheide zwischen Mulde und Saale, welcher eine halbe Millionen Taler kostete. Aber Herr Schnetger wußte durch Hergabe von Land so dafür einzutreten, dass der Plan ins Werk gesetzt wurde. […] Am 29. Februar 1836, also einem Schalttage, wurde hier in Machern der erste Spatenstich für den Bahnbau unter einigen Feierlichkeiten getan.“

Der Streckenabschnitt Gerichshain–Machern mit 2,93 km Länge wurde am 11. Mai 1838 vollendet, der Streckenabschnitt Machern–Wurzen mit 8,00 km Länge am 31. Juli 1838.

„Unsere Eisenbahn wurde heute zum ersten Male bis zu dem vier Stunden von Leipzig und zwei Stunden von Wurzen entfernten Dorfe Machern, befahren. Die Länge der nunmehr dem Publikum eröffneten Bahnstrecke umfaßt 29,400 Ellen. Der Zudrang schon zu der ersten, 11½ Uhr Vormittags stattfindenden Fahrt war von Seiten der Fremden und Einheimischen sehr bedeutend.“

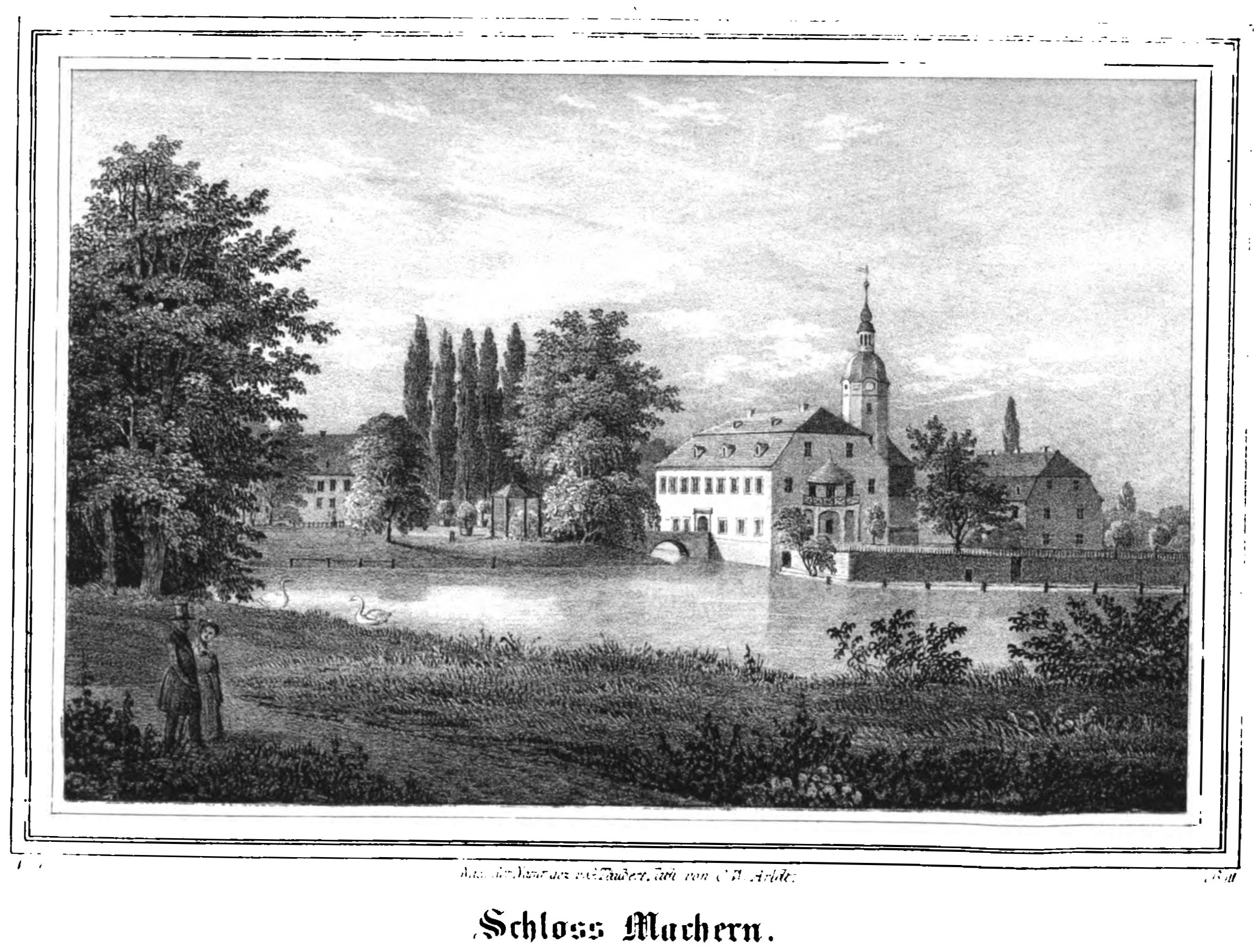
Schloss Machern damals noch mit Schlossteich, historische Darstellung

Bei der Eröffnungsfahrt am 11. Mai 1838 zogen die beiden Lokomotiven Blitz und Komet gemeinsam einen Zug bestehend aus 17 Eisenbahnwagen. In den ersten sieben Tagen wurden insgesamt 14.000 Fahrgäste befördert.
Schnetger gelang es, Machern zum allgemeinen Vorteil an die Eisenbahnlinie anzubinden – jedoch mit herber Folge für sein Schloss: Der Durchstich der Macherner Höhen veränderte die unterirdischen Wasserläufe derart, dass der Schlossteich dauerhaft Wasser verlor und das Wasserschloss trockenfiel.

## Gerichtsherr und Kirchenpatron

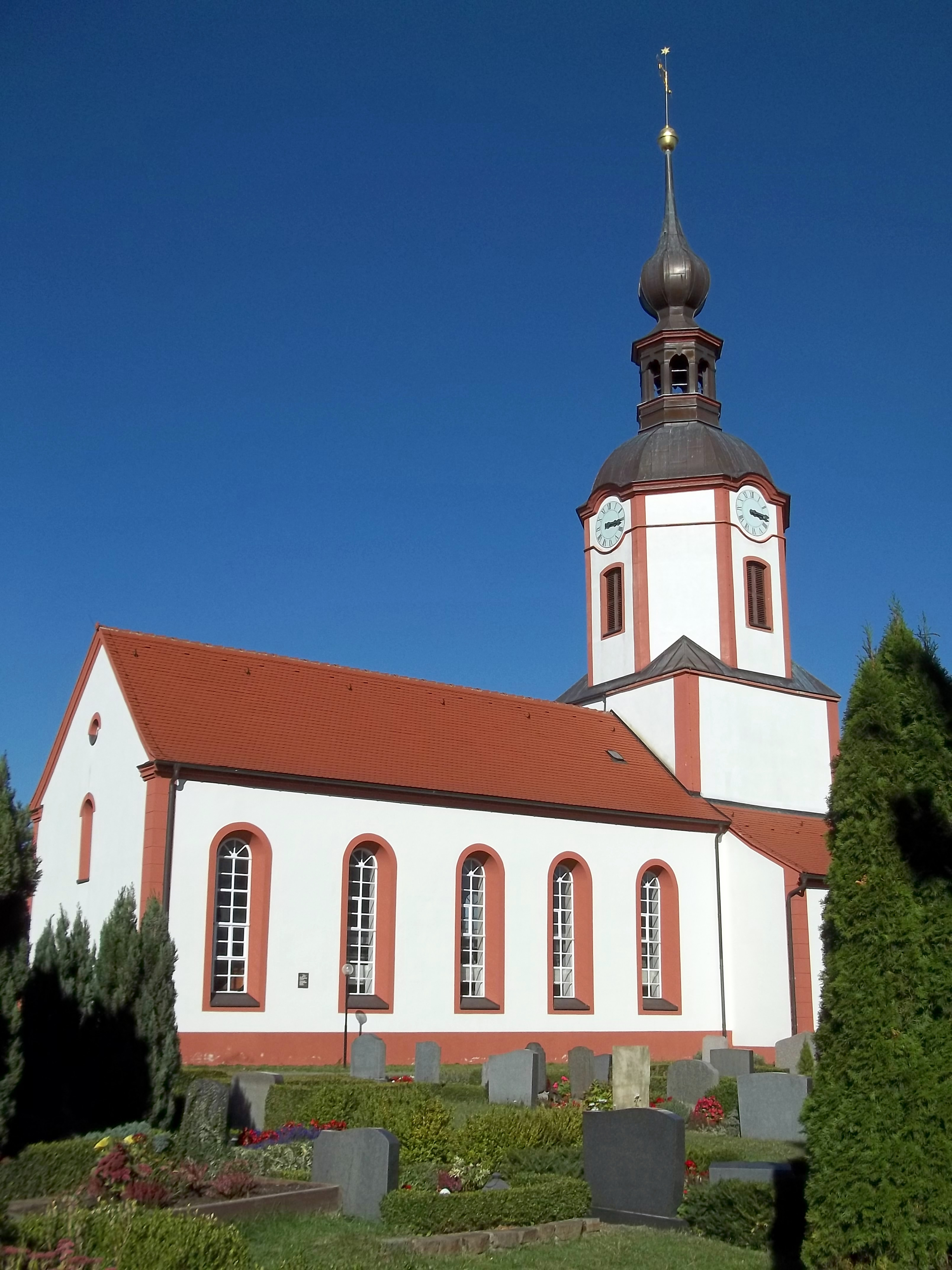
Kirche zu Machern

Bis 1850 lag die Gerichtsbarkeit der Güter Machern und Zeititz bei Gottfried Schnetger. Danach trat er sie an den Staat ab; sie wurde vom Landgericht Wurzen förmlich übernommen.
In der Tradition und der Nachfolge der Schlosseigentümer von Lindenau wurden Gottfried Schnetger und seine Nachkommen Inhaber des Kirchenpatronats für die Kirche Machern – was zugleich die Erklärung dafür ist, dass sein Glasmosaikporträt in der Kirche zuhause ist. Schnetger war somit als Nicht-Adliger Kirchenpatron, was damals außergewöhnlich und selten war.
Im Jahre 1851 war Gottfried Schnetger Stimmberechtigter bei der Wahl der ständischen Vertreter des Handels- und Fabrikwesens im dritten Wahlbezirk.

## Familie
Gottfried Schnetger heiratete am 6. Dezember 1797 Henriette „Jettchen“ Hansen (1771–1830), Tochter des Kaufmanns und Ratsherrn Justus Heinrich Hansen in Leipzig, und lebte mit ihr viele Jahre auf Schloss Machern. Das Ehepaar hatte zwei Söhne (Wilhelm Eduard und Oliver) und zwei Töchter. Eine Tochter starb neun Tage nach ihrer Geburt, die andere hieß Henriette Victoire. Der zweite Sohn Oliver, Schüler der Fürstenschule Meißen, starb am 30. Dezember 1818 „in einem Alter von 17 Jahren und 8 Monaten“, nachdem er an „Seitenstech-Brust- und hitzige[m] Nervenfieber, mit den fürchterlichsten Brustkrämpfen“ gelitten hatte.
Vier Generationen Schnetger prägten 140 Jahre lang (1806–1946) die Geschicke von Schloss und Park Machern:
1. Gottfried Wilhelm Dietrich Schnetger (1770–1861) und Henriette Charlotte geb. Hansen (1771–1830),
2. Wilhelm Eduard Schnetger (1799–1873) und Agnes geb. Hennig (1803–1888),
3. Wilhelm Eduard Heinrich Schnetger (1825–1903) und Leopoldine geb. Kabitzsch (1832–1902) sowie
4. Paul Theodor Schnetger (1859–1952) und Hildegard geb. von Buxhövden (1872–1944).

Enkel des letzten Schlosseigentümers Paul Schnetger sind Dietrich Schnetger (1926–2015) und der Chemie-Professor Jochen Schnetger (* 1937).

## Erinnerungsorte in Machern

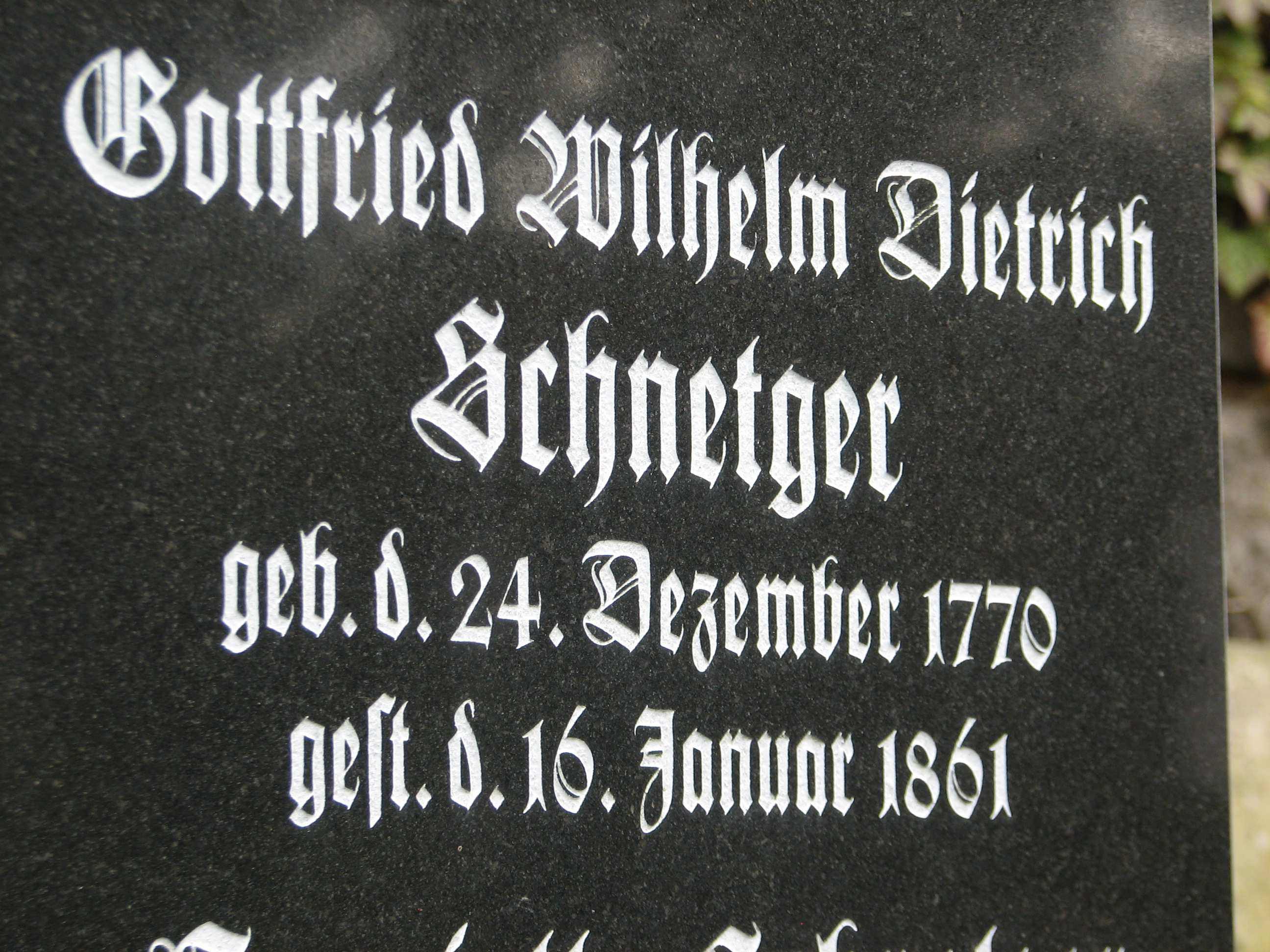
Grabmal für Gottfried Schnetger (Ausschnitt) auf dem Friedhof Machern – Todestag war laut Sterberegister Machern der 11. Januar 1861

Gottfried Schnetger starb in Machern im Alter von 90 Jahren, er hat bis heute seine letzte Ruhestätte an der Seite seiner Frau auf dem Friedhof Machern. Dort sind auch die Grabstätten der folgenden drei Schnetger-Schlossherren und ihrer Ehefrauen.
Östlich des Schlosses im Parkbereich direkt neben der Lindenallee erinnert ein freistehender Stein mit Widmungstafel, aufgestellt zum hundertjährigen Schnetger-Jubiläum 1906, an die Familie Schnetger.
Zwischen dem großformatigen Ortswappen nahe der Kirche und dem Markt steht ein Wohn- und Geschäftshaus, das an beiden Seiten der Hausdurchfahrt den Schriftzug Schnetgers Hof trägt.

## Jüngere Vergangenheit
In den Jahren 1945/1946 gab es in der Sowjetischen Besatzungszone (SBZ) eine Bodenreform. Dabei wurden Großgrundbesitzer mit mehr als 100 Hektar Fläche entschädigungslos enteignet, so auch die Familie Schnetger.